# Macropsis megerlei
Macropsis megerlei är en insektsart som beskrevs av Franz Xaver Fieber 1868. Macropsis megerlei ingår i släktet Macropsis och familjen dvärgstritar. Arten har ej påträffats i Sverige. Inga underarter finns listade i Catalogue of Life.